# 강제 이주
강제 이주(强制移住)는 개인이 자신의 집이나 고향에서 비자발적 또는 강제로 이동하는 것을 말한다.
유럽 난민 사태 이후 국제적인 차원에서의 논의와 정책에 대해 본격적으로 주목을 받았으며, 이후 다양한 국제, 지역 및 현지 단체에서는 이전 본국은 물론 수용 또는 이주지역에서 강제 이주로 인해 생기는 피해를 예방하고 완화하기 위한 방식을 연구하고 있다. 2022년 말까지 전 세계적으로 약 1억 명이 강제 이주되었으며, 대다수는 남반구에서부터 이주되었다.

## 같이 보기
- 추방
- 난민
- 이산가족